# Croke Park

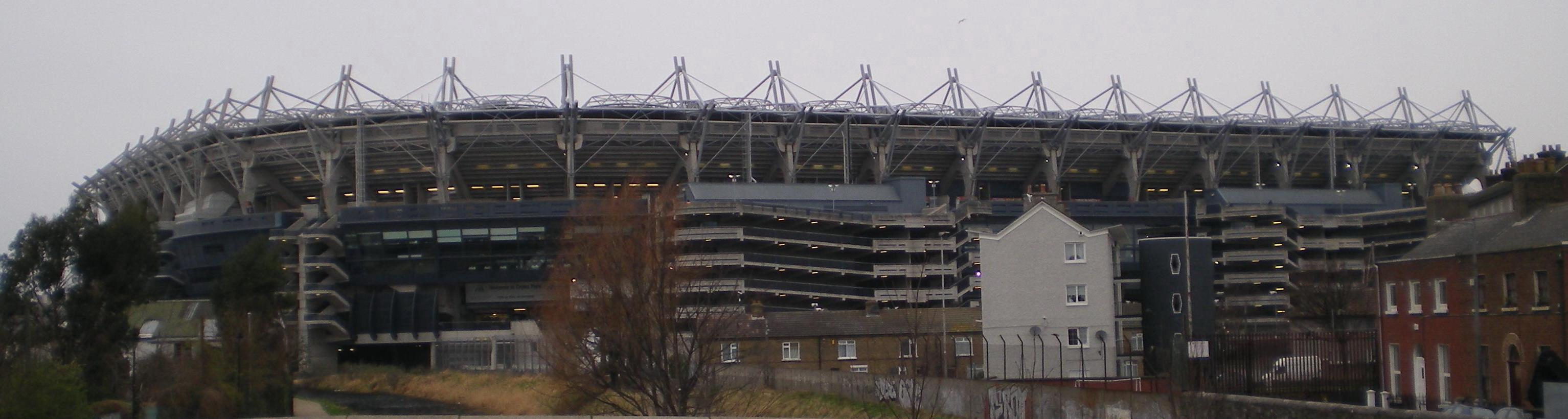
O Croke Park do lado de fora.

O Croke Park (em irlandês:  Páirc an Chrócaigh) é um estádio de futebol gaélico localizado em Dublin, na Irlanda. Chamado normalmente de Croker, ele é o quartel-general e o principal estádio da Gaelic Athletic Association (GAA).
Desde 1884, o estádio é usado pela GAA para sede dos chamados jogos Gaélicos, mais notavelmente as finais do All-Ireland de futebol gaélico e hurling. Além dos eventos esportivos, também é local de concertos de música de diversas bandas, como o U2. Durante a construção do Aviva Stadium, o Croke Park sediou os jogos da Seleção Irlandesa de Rugby Union e da Seleção Irlandesa de Futebol. Em junho de 2012, o estádio foi usado pelo the 50º Congresso Eucarístico Internacional durante a visita do Papa Bento XVI a Irlanda.
Após um programa de renovação que começou no final da década de 1990, Croke Park foi expandido para receber até 82 300 espectadores, fazendo dele o quarto maior estádio da Europa e o maior que não é usado por um time de association football.